# Overprotected
Overprotected (Příliš chráněná) je píseň Američanky Britney Spears, která vyšla v pořadí jako druhá z její třetí řadové desky nazvané Britney. Píseň vyšla během první čtvrtiny roku 2002.

## Informace o písni
Píseň napsali produkovali společně Max Martin a Rami, ačkoli známější Darkchild Remix produkoval Rodney Jerkins. Mezinárodně byla vydána verze, která se objevila na albu, ale postupně se začala v rádiích hrát právě remixová podoba, a proto má píseň i dva videoklipy.
Text je o hledání sebe sama, Britney zpívá, že než zjistí, kdo vlastně je, bude muset prožít ještě mnoho věcí.
Za tuto píseň obdržela Britney i nominaci na Grammy v roce 2003, a to v kategorii Nejlepší popová píseň.

## Mezinárodní videoklip
Při natáčení albové verze videoklipu se setkala Britney coby s režisérem opět s Billie Woodrufem.
Klip začíná útěkem před dotěrnými novináři. Britney najde malou uličku do opuštěné továrně a rozhodne se tam vejít, doufajíc, že nenarazí na žádného novináře. Když jde kolem budovy, začíná tančit a v továrně je už se svými tanečníky.
Ke konci klipu se Britney objevuje v místnosti, kde jsou vylepeny všude její fotky.

## Remixový videoklip
Remixový klip režíroval Chris Applebaum. Klip začíná pohledem na Britney, která sleduje zprávy v hotelu a vidí, jak o ní vysílají špatně. Zavolá proto svého bodyguarda a chce odejít, ale zachytí ji bezpečnostní kamery. Britney a její tanečníci opět tančí.

## Hitparádové úspěchy
V USA píseň zcela propadla, nejvyššího umístění bylo až šestaosmdesáté místo.
I mezinárodně byla píseň propadák, vedlo se jí hůře než baladě Don't Let Me Be the Last to Know. Relativních úspěchů se dočkala jen ve Velké Británii, kde se píseň dostala na čtvrté místo a prodalo se jí více než 124 000 kusů.

## Umístění ve světě
| Hitparáda (2007)          | Umístění |
| ------------------------- | -------- |
| USA                       | 86       |
| Argentina                 | 6        |
| Austrálie                 | 16       |
| Belgie                    | 9        |
| Brazílie                  | 23       |
| Kanada                    | 22       |
| Dánsko                    | 6        |
| Nizozemsko                | 15       |
| Finsko                    | 7        |
| Francie                   | 15       |
| Řecko                     | 6        |
| Indonésie                 | 3        |
| Irsko                     | 9        |
| Itálie                    | 3        |
| Lotyšsko                  | 14       |
| Mexiko                    | 2        |
| Norsko                    | 9        |
| Filipíny                  | 1        |
| Španělsko                 | 14       |
| Švédsko                   | 2        |
| Velká Británie            | 4        |
| Světová hitparáda         | 6        |
| Světová rádiová hitparáda | 12       |